# Christian Schmitt (Romanist)
Christian Schmitt (* 27. März 1944 in Mosbach; † 4. September 2022) war ein deutscher Romanist.

## Leben
Nach der von Bodo Müller betreuten Promotion zum Dr. phil. an der Universität Heidelberg 1973 und der kumulativ erfolgten Habilitation 1977 wurde er Professor 1977 in Hamburg, 1979 in Bonn, 1984 in Heidelberg und 1988–2009 in Bonn.
Die Romanisten Alberto Gil, Dietmar Osthus, Claudia Polzin-Haumann und Judith Visser waren seine Schüler.

## Schriften (Auswahl)
- Die Sprachlandschaften der Galloromania. Eine lexikalische Studie zum Problem der Entstehung und Charakterisierung. Bern 1974, ISBN 3-261-00970-5.
- als Herausgeber mit Wolfgang Schweickard: Kulturen im Dialog. Die iberoromanischen Sprachen aus interkultureller Sicht; Akten der gleichnamigen Sektion des Bonner Hispanistentages (2. – 4.3.1995). Bonn 1996, ISBN 3-86143-047-9.
- als Herausgeber mit Nelson Cartagena: La gramática de Andrés Bello (1847–1997). Actas del Congreso Homenaje Celebrado con Motivo del Ciento Cincuenta Aniversario de la Gramática de la Lengua Castellana Destinada al Uso de los Americanos. Bonn 2000, ISBN 3-86143-105-X.
- als Herausgeber: La faute. Actes du Colloque International sur la Faute, organisé en 1998 à l'Université de Bonn. Bonn 2002, ISBN 3-86143-129-7.